# Estación Río Negro
Río Negro, es una estación ubicada en la comuna chilena de Río Negro, en la Región de Los Lagos, que es parte de la Línea Troncal Sur. Actualmente no hay parada de servicios en la estación, y el edificio es administrado por el municipio de la comuna.

## Historia
Debido a la expansión ferroviaria hacia el sur, ordenada por el presidente Pedro Montt, se construye en 1911 la estación Río Negro, estación que se haya previa a estación Purranque.
Durante inicios del siglo XX, la Casa Salazar Alcázar fue vivienda del primer jefe de la estación.
La estación operó hasta 1982 con servicio de pasajeros y hasta 1990 para el transporte de carga.